# Zuidelijk Afrika

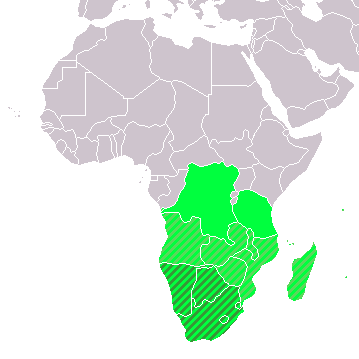
Landen die deel uitmaken van Zuidelijk Afrika

Zuidelijk Afrika is het zuidelijke deel van het Afrikaanse continent.
De term Zuidelijk Afrika moet niet verward worden met Zuid-Afrika, wat slechts een land is in deze regio. De volgende landen worden meestal tot Zuidelijk Afrika gerekend:
- Angola
- Botswana
- Comoren
- Lesotho
- Madagaskar
- Malawi
- Mauritius
- Mozambique
- Namibië
- Swaziland
- Zambia
- Zimbabwe
- Zuid-Afrika

In de tijd van de Apartheid werd soms de aanduiding 'frontlanden' gebruikt voor de landen die grensden aan Zuid-Afrika, het door Zuid-Afrika bezette Namibië en eerder ook Rhodesië (het huidige Zimbabwe). Door hun steun aan de anti-apartheidsbeweging hadden deze landen te maken met diplomatieke en soms ook militaire spanningen met het apartheidsregime.